# Kasteel Altdischingen
Kasteel Altdischingen (Duits: Burg Altdischingen) is een laaglandkasteel in Weilimdorf, Baden-Württemberg.
Het kasteel werd in de 11e eeuw gebouwd en in de 12e eeuw verwoest. De resten liggen 400 m zuidelijk van Burg Dischingen.